# Bataille de Cassel (1328)
Pour les autres batailles du même nom, voir Bataille de Cassel.
 (janvier 2016).
Si vous disposez d'ouvrages ou d'articles de référence ou si vous connaissez des sites web de qualité traitant du thème abordé ici, merci de compléter l'article en donnant les références utiles à sa vérifiabilité et en les liant à la section « Notes et références ».
La bataille de Cassel s'est déroulée le 23 août 1328 à proximité de la ville de Cassel dans le nord de la France entre l'armée du roi de France Philippe VI de Valois et les milices flamandes menées par Nicolaas Zannekin, propriétaire foncier de Lampernisse dans la châtellenie de Furnes (Belgique actuelle).

## Contexte historique
Philippe VI, après son sacre à Reims, dans le but de tenter de consolider son autorité, décide de partir en guerre contre les Flamands révoltés (originaires de Bruges ou des châtellenies du Franc de Bruges, de Furnes, de Cassel, de Bailleul et de Bergues), insurgés contre leur seigneur, le comte de Flandre Louis de Nevers. 
Les Flamands, qui vivaient dans le souvenir de la bataille des Éperons d'Or supportaient mal le maintien archaïque des droits seigneuriaux exercés par les chevaliers flamands, pour la plupart ralliés au roi de France, à l'exemple du comte. 
Les barons de France qui avaient offert à Philippe de Valois la couronne se montrent réticents à se lancer dans cette aventure.

## La bataille

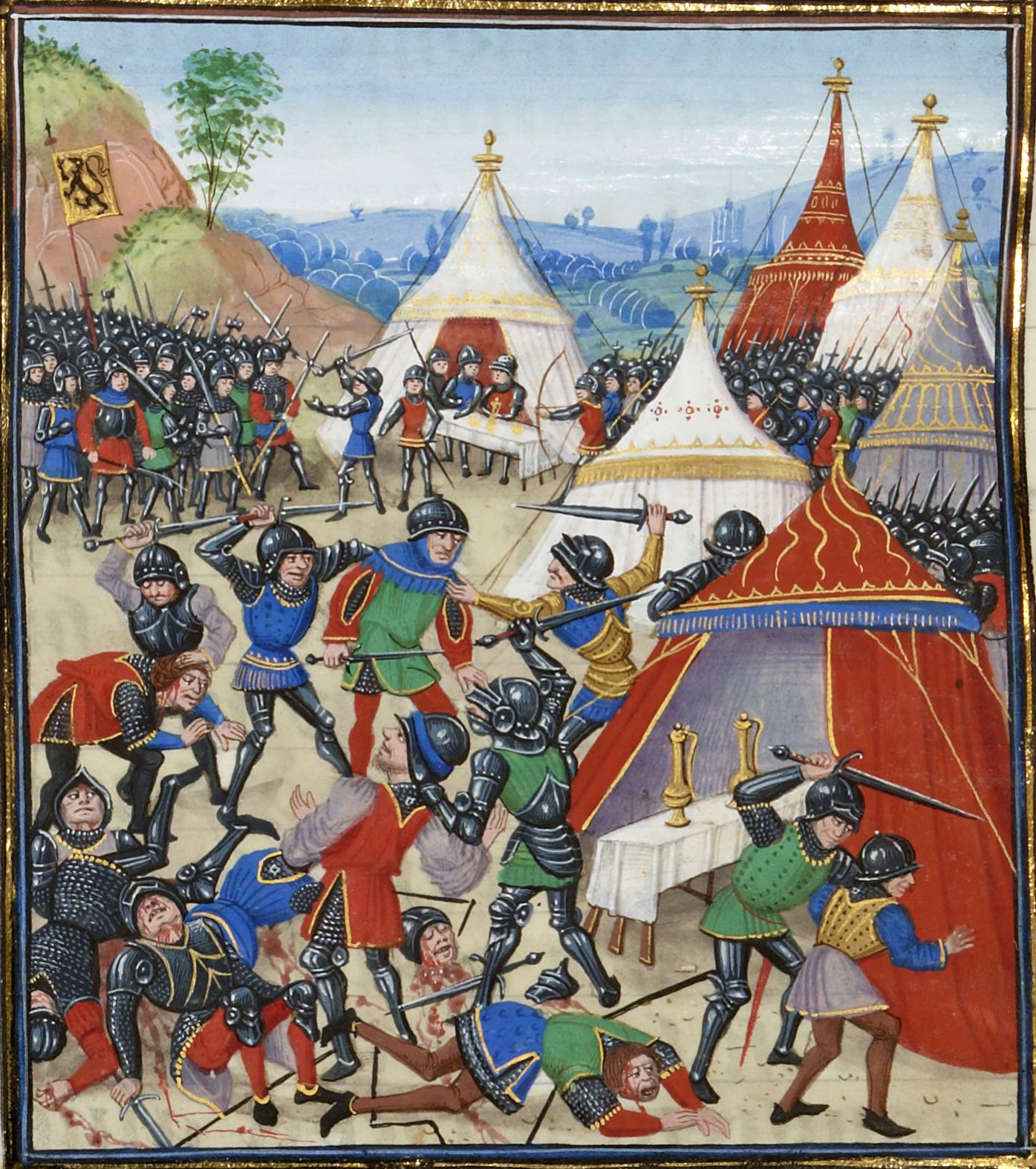
La bataille de Cassel

En 1328, le comte de Flandre profita de l'hommage qu'il rendait à son nouveau seigneur Philippe VI pour lui demander de l'aide. Il le relance lors de la cérémonie du sacre de Philippe VI en juin. Philippe y voit l'occasion de renforcer sa légitimité en restaurant l'ordre social bafoué sur le champ. On profite du fait que l'ensemble des barons se retrouve à Reims pour le sacre. 

### La chevauchée du roi de France
Philippe veut marcher tout de suite contre les Flamands. Il convoque l'ost à Arras pour le mois de juillet 1328 et va prendre l'oriflamme à Saint-Denis.
Gand attaque Bruges immobilisant pour la défense de la ville une bonne partie des forces de l'insurrection. Comptant forcer l'ennemi à le combattre en rase campagne et en terrain favorable à sa cavalerie, le roi confie aux maréchaux l'organisation d'une chevauchée qui pille et ravage la Flandre occidentale jusqu'aux portes de Bruges. 

### La fuite de l'infanterie française
Pendant ce temps, le gros de l'armée marche sur Cassel. La rencontre s'y fait le 23 août 1328. Les insurgés sont retranchés sur le mont Cassel, une butte haute de 157 mètres. Ils voient de là leurs villages brûler et l'armée française qui se déploie. La « bataille » du roi compte 29 bannières, celle du comte d'Artois 22. Le souvenir de la bataille de Courtrai, où en 1302 les piquiers flamands ont mis en pièces la chevalerie française, est toujours présent, et l'époque est marquée par la prééminence de la défense sur l'attaque. Philippe VI en est parfaitement conscient et se garde bien de faire charger sa cavalerie sans réfléchir. Nicolaas Zannekin (avec Zeger Janszone et Lambrecht Bovyn) est le chef des insurgés. C'est un propriétaire foncier qui se veut chevalier. Il envoie des messagers pour proposer au roi de fixer « jour de bataille » mais on leur répond par le mépris, considérant qu'ils étaient « gens sans chef » tout juste bons à rosser. Sans considération pour cet adversaire de basse classe sociale, les chevaliers du roi délacent leurs armures et prennent leurs aises dans leur campement. Les insurgés ne l'entendant pas de cette oreille attaquent à l'improviste, surprenant en pleine sieste l'infanterie laquelle ne doit son salut que dans la fuite. On retrouvera l'infanterie à peu près groupée le lendemain à Saint-Omer.

### Le roi charge les Flamands à la tête de la cavalerie
L'alerte est donnée et le roi et ses chevaliers se ressaisissent vite. Le roi, en robe bleue brodée de fleurs de lys d'or et seulement coiffé d'un chapeau de cuir, regroupe sa chevalerie et lance la contre attaque dans le plus pur esprit chevaleresque, payant de sa personne à la tête de ses troupes. Les chevaliers avaient perdu l'habitude de voir le roi s'exposer ainsi, ceci depuis la mort de saint Louis sous les murailles de Tunis. La contre-attaque française contraint les insurgés à se former en cercle, coude à coude, ce qui leur interdit tout repli. La bataille tourne en faveur de l'armée du Roi de France qui inflige de très lourdes pertes aux Flamands. 

## Bilan et conséquences de la bataille
L'armée royale incendie Cassel. Ypres se soumet et Bruges suit. Louis de Nevers reprend le contrôle du comté dans le sang des exécutions capitales et Philippe VI en retire tout le prestige d'un roi chevalier.
L'ensemble des biens des combattants flamands, aussi bien ceux tués que ceux qui survécurent, furent ensuite confisqués par des envoyés du roi (Jean des Près, Regnaut de Fieffes, Gautier de Cavaucamp et Vaast de Villers) afin de punir leur crime de lèse-majesté. Un tiers des biens confisqués devaient revenir au comte de Flandre et à Robert de Cassel.

## Lieu de mémoire
- Cassel : monument commémoratif des batailles de Cassel (1071 et 1328).